# Andrea Prunecchi
Andrea Prunecchi (Cecina, 26 luglio 1951) è un ex calciatore italiano, di ruolo attaccante.

## Biografia
È figlio di Leto, a sua volta un calciatore che aveva militato in Serie A nelle file della Sampdoria, come accadrà allo stesso Andrea.

## Caratteristiche tecniche
Era un'ala sinistra.

## Carriera

### Giocatore
Dopo aver transitato per le giovanili del Torino, disputa alcune annate nelle serie minori cambiando formazione ogni stagione, fino ad approdare nell'estate 1973 alla Ternana, appena retrocessa in Serie B. In Umbria Prunecchi disputa la stagione segnando 13 reti in 29 incontri disputati all'immediato ritorno in massima serie. 
A fine stagione passa alla Sampdoria, dove aveva militato anche il padre, e con cui esordisce in Serie A il 6 ottobre 1974 nel pareggio esterno contro il Milan. Dopo 15 presenze e 2 reti all'attivo a fine stagione viene ceduto al Pescara, in Serie B.
In Abruzzo dopo un'annata con 2 reti in 29 presenze, nella stagione 1976-1977 segna 9 reti e contribuisce alla prima storica promozione dei biancazzurri in Serie A. Resta al Pescara anche l'annata successiva in Serie A, chiusa dagli abruzzesi all'ultimo posto: colleziona 8 presenze, non trovando mai la via della rete.
A fine stagione passa al Modena in Serie C1, l'anno successivo viene ceduto all'Imperia per proseguire la carriera nelle serie minori. In carriera ha totalizzato complessivamente 23 presenze e 2 reti in Serie A e 87 presenze e 24 reti in Serie B.

### Dopo il ritiro
Cessata l'attività agonistica, ha intrapreso quella di allenatore, passando dalle serie dilettantistiche ai settori giovanili e al calcio femminile.
Per la stagione 2009-2010 è divenuto responsabile della scuola calcio dell'Cecina, squadra della sua città natale.